# Infection (film 2004)
Infection è un film del 2004 diretto da Masayuki Ochiai.
Il film, di genere J-Horror, è il primo della serie di film J-Horror Theater.

## Trama
Durante la notte in un ospedale un'équipe di due dottori e tre infermiere commettono un grossolano errore mentre intervengono su un paziente gravemente ustionato uccidendolo. Per evitare problemi, i cinque decidono di coprirsi a vicenda, e non rivelare come siano andate le cose. Tuttavia durante la notte viene ricoverato un paziente affetto da una stranissima infezione: l'uomo si sta sciogliendo dall'interno. A causa dell'incuria nel trattare il paziente l'infezione si propaga all'interno dell'ospedale nella forma di un letale virus che conduce le persone alla follia.